# Vol Atlantic Southeast Airlines 529
Le vol Atlantic Southeast Airlines 529 était un vol intérieur régulier, assuré par un Embraer EMB 120 entre Atlanta, en Géorgie, et Gulfport, dans le Mississippi, qui s'est écrasé le 21 août 1995, peu après le décollage de l'aéroport international Hartsfield-Jackson d'Atlanta. Des 29 personnes à bord, 9 trouveront la mort dans l'incendie causé par l'accident, une autre succombera à ses blessures plusieurs semaines après l'écrasement.
Cet accident présente plusieurs similitudes avec celui du vol Atlantic Southeast Airlines 2311, survenu quatre ans plus tôt, impliquant également un Embraer EMB 120 de la même compagnie aérienne, et qui avait entraîné la mort des 23 personnes à bord. Les enquêtes sur les deux accidents ont conclu que des défauts de conception des hélices de l'avion étaient à l'origine de l'accident.

## Avion et équipage
Le vol 529 est assuré par un Embraer EMB-120 Brasilia (numéro d'immatriculation N256AS), un bi-turbopropulseur servant pour les vols court-courriers. Il a effectué son premier vol en 1989 et a été livré à Atlantic Southeast Airlines le 3 mars de la même année. Avant le jour de l'accident, il a effectué 17 151 heures de vol et cumulé 18 171 cycles de vol (décollage/atterrissage). Il était également équipé d'un enregistreur phonique (CVR) et d'un enregistreur de paramètres (FDR).
Le commandant de bord est Edwin « Ed » Gannaway (45 ans), un pilote expérimenté, avec 9 876 heures de vol à son actif, dont 7 374 heures de vol sur Embraer EMB 120. Le copilote est Matthew « Matt » Warmerdam (28 ans), qui a été embauché par Atlantic Southeast Airlines en avril 1995 et totalise 1 193 heures de vol, dont 363 heures sur Embraer EMB 120, au moment de l'accident. L'unique hôtesse de l'air, Robin Fech (37 ans), a été embauchée par la compagnie aérienne en février 1993 et a terminé sa formation périodique en janvier 1995.

## Accident
Le vol 529 a décollé de l'aéroport international Hartsfield-Jackson d'Atlanta à 12 h 23, à destination de l'aéroport international de Gulfport-Biloxi. À 12 h 43, alors que l'appareil atteignait une altitude de 18 100 pieds (5 486 m), les occupants de l'avion ont entendu un bruit sourd provenant de l'extérieur de la cabine. L'une des pales de l'hélice, fabriquée par Hamilton Standard, du moteur gauche a rompu et s'est délogée de son support en vol, ce qui a disloqué la nacelle du moteur et déformé le profil de l'aile.
Bien que l'Embraer EMB 120, comme tous les avions de transport multimoteurs, soit conçu pour voler avec un moteur en panne, la dislocation du moteur a entraîné une traînée excessive et une perte rapide de portance sur l'aile gauche de l'avion, lui faisant perdre rapidement de l'altitude.
L'équipage a d'abord tenté de retourner à Atlanta pour un atterrissage d'urgence, mais la descente rapide l'a conduit à se dérouter vers l'aéroport régional de West Georgia (en). L'appareil n'a pas pu rester en l'air assez longtemps pour rejoindre l'aéroport, et les pilotes ont commencé à chercher un espace ouvert pour effectuer un atterrissage d'urgence, pour finalement tenter d'atterrir dans un champ situé dans le comté de Carroll, en Géorgie, à proximité de Carrollton.

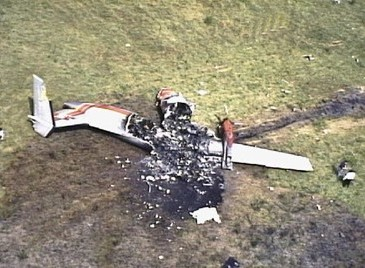
Vue aérienne du site de l'accident du vol 529.

À 12 h 52, avant d'entamer l'atterrissage d'urgence, l'avion est parti en roulis à gauche et a entamé un piqué intempestif, heurtant la cime des arbres en premier, avant de percuter le sol avec une légère inclinaison à gauche, la violence de l'impact arrachant l’aile gauche du fuselage.
Il a ensuite dérapé au sol jusqu'à ce qu'il heurte un talus dans le champ et reprenne brièvement son envol, puis retombe au sol en se disloquant, avant de finalement s'arrêter et prendre rapidement feu.
La force de l'impact final a brisé le fuselage en deux autour de la zone où les ailes étaient fixées, brisant ses réservoirs de carburant, ce qui s'est avéré mortel lors de l'évacuation de l'avion. L'incendie s'est déclaré environ une minute après l'impact, et une bouteille d'oxygène derrière le siège du copilote a fui, contribuant ainsi à l'intensité de l'incendie.

## Victimes
À l'exception du commandant de bord, qui a subi un grave traumatisme crânien à la suite de l'impact et a succombé à ses blessures peu de temps après, tous les passagers et membres d'équipage du vol 529 ont survécu à l'impact initial ; la majorité des décès étant le résultat de l'incendie survenu après l'écrasement.
Outre le commandant Gannaway, sept passagers sont morts à la suite de l'accident et de l'incendie qui a suivi, dont trois sont décédés dans les 30 jours suivant l'accident, ce qui porte le bilan officiel à huit morts. Une neuvième victime est décédée quatre mois après l'accident des suites de graves brûlures. Une passagère survivante est également décédée d'une crise cardiaque huit semaines après l'accident.

## Enquête et causes de l'accident
L'enquête révèle que la cause probable de l'accident est la défaillance structurelle de l'hélice gauche, due à la fatigue du métal d'une des pales, résultant de la corrosion due au chlore, qui est utilisé lors des opérations de maintenance des hélices. Deux incidents précédents impliquant le même type d'hélice s'étaient déjà produits, mais les avions impliqués avaient pu atterrir en toute sécurité.
La pale d'hélice défaillante a subi un contrôle par ultrasons programmé le 19 mai 1994, qui a abouti à son retrait de l'hélice. Elle a ensuite été envoyée dans un hangar de maintenance d'Hamilton Standard, où elle a fait l'objet de travaux de remise à neuf qui n'ont pas été exécutés correctement. La pale de l'hélice a ensuite été de nouveau installée sur l'hélice équipant l'avion le 30 septembre de la même année. 
Le Conseil national de la sécurité des transports (NTSB) a critiqué Hamilton Standard, qui avait entretenu les hélices, pour l'emploi de techniques d'inspection et de réparation, ainsi qu'une formation, une documentation et une communication inadéquate et inefficace, ainsi que la Federal Aviation Administration (FAA) pour le fait de ne pas avoir exigé des contrôles par ultrasons récurrents pour vérifier l'état des hélices concernées.
Le ciel couvert et le plafond nuageux à basse altitude présent dans la région ont également contribué à la gravité de l'accident.

## Médias
L'accident a fait l'objet d'un épisode dans la série télé Air Crash nommé « L'oiseau blessé » (saison 2 - épisode 2).